# Liste d'unités de mesure humoristiques
Il existe de nombreuses unités de mesure inventées dans un but humoristique. Voici rassemblées dans cette liste quelques-unes de ces unités classées par sources.

## Conventionnelles
Ces unités peuvent ne pas être quantifiables mais sont toutes en rapport avec le très sérieux Système international d'unités.

### Systèmes

#### Unités FFF
| Unité (traduction)          | Abréviation | Dimension | Définition | Équivalent SI |
| --------------------------- | ----------- | --------- | ---------- | ------------- |
| Furlong (trad. « furlong ») | fur         | longueur  | 660 ft     | 201,168 m     |
| Firkin (en)                 | -           | masse     | 90 lb      | 40,823 3 kg   |
| Fortnight (en)              | -           | temps     | 14 j       | 1 209 600 s   |

Le système FFF est basé sur d'anciennes unités désuètes. Son objectif humoristique est de rendre la comparaison la plus compliquée et la plus exotique possible.
Un « furlong par fortnight » vaut presque 1 centimètre par minute (avec une erreur de 1/400). En fait, si le pouce avait été défini comme 2,54 cm au lieu d'exactement 2,54 cm, cela vaudrait exactement 1 cm/min. La vitesse de la lumière est de à peu près 1,8 térafurlongs par fortnight (ou mégafurlongs par microfortnight),.

#### Great Underground Empire (Zork)
Dans la série de jeux Zork, le Great Underground Empire avait son propre système de mesure, l’unité la plus souvent référencée parmi ledit système était le bloit. Défini par la distance que l’animal de compagnie préféré du roi peut courir en une heure (parodiant une légende populaire à propos de l’histoire du pied), la longueur du bloit variait significativement, mais la conversion en unités réelles donne une valeur d’environ deux tiers de mile (1 km). Le volume liquide était mesuré en gloops, et la température en degrés Q (57 °Q étant cité comme le point de fusion de l’eau).

## Non conventionnelles
Ces unités de mesure ne peuvent être reliées au Système international.

### Indice Big Mac
L’indice Big Mac est une unité mesure de parité de pouvoir d'achat (PPA), inventée par le magazine The Economist en 1986.
Initialement proposé à titre facétieux, cet indice est devenu un sujet d'étude sérieux pour plusieurs économistes.
Chaque année, l'hebdomadaire The Economist dresse la liste des différents prix du Big Mac dans les principales zones géographiques.